# 鹿児島神社 (垂水市)
鹿児島神社（かごしまじんじゃ）は鹿児島県垂水市南松原町にある神社。別名「下宮神社」。旧社格は村社。

## 祭神
- 彦火火出見尊
- 豊玉姫尊
- 玉依姫尊
- 塩司翁・猿田彦命
- 天智天皇
- 大宮姫　※地元伝承では天智天皇の后の一人とされる。

## 由緒
奈良時代末期に創建されたと伝えられる。枚聞神社から勧請されたという説と鹿児島神宮の神領に勧請されたという説がある。
成立時期は不明だが、鹿児島神宮、鹿児島市の鹿児島神社と深く関連のある神社であり、桜島を神体とする神社と考えられている。またおなじ垂水市内で「上宮神社」を称する手貫神社とのつながりが深い。

## 境内
「軍艦行進曲」の作曲者である瀬戸口藤吉の記念碑がある。